# Leonardo Colella
Leonardo Colella, más conocido como Nardo (São Paulo, Brasil, 13 de septiembre de 1930-São Paulo, Brasil, 25 de noviembre de 2010), fue un futbolista brasileño. Se desempeñaba en la posición de delantero.

## Clubes
| Club            | País   | Año         |
| --------------- | ------ | ----------- |
| Corinthians     | Brasil | 1948 - 1951 |
| Comercial F. C. | Brasil | 1951 - 1952 |
| Corinthians     | Brasil | 1952 - 1955 |
| Juventus F. C.  | Italia | 1955 - 1956 |
| Palmeiras       | Brasil | 1956 - 1961 |
| Portuguesa      | Brasil | 1961 - 1962 |

## Palmarés

### Campeonatos nacionales
| Título               | Club        | País   | Año  |
| -------------------- | ----------- | ------ | ---- |
| Torneo Río-São Paulo | Corinthians | Brasil | 1950 |
| Torneo Río-São Paulo | Corinthians | Brasil | 1953 |
| Torneo Río-São Paulo | Corinthians | Brasil | 1954 |